# Griff (zangeres)
Sarah Faith Griffiths (Kings Langley, 21 januari 2001), opererend onder de artiestennaam Griff, is een Engelse zangeres.

## Biografie
Als kind met Chinese en Jamaicaanse wortels, voelde Griff zich vaak een buitenbeentje. In de kerk zag zij dat muziek kan verenigen. Van haar broer leende zij rond haar dertiende levensjaar voor het eerst software om zelf nummers te kunnen maken. In 2019 tekende ze een platencontract bij Warner Records. Datzelfde jaar kwam haar debuut-EP uit.
In 2021 werd Griff bij de Brit Awards uitgeroepen tot Rising Star. De Engelse stond het jaar daarop in het voorprogramma van Dua Lipa's Europese tour. Later zou ze nog enkele malen vaker zorg dragen voor openingsacts op tournees van verschillende artiesten, als Ed Sheeran in 2022, Coldplay in 2023 en Taylor Swift in 2024. In laatstgenoemde jaar kwam Griffs debuutalbum Vertigo uit. Dat reikte tot de derde plek in de Britse hitlijsten.

## Discografie
Albums
- 2024: Vertigo

Mixtapes
- 2021: One Foot in Front of the Other

Ep's
- 2019: The Mirror Talk
- 2023: Vert1go Vol. 1
- 2024: Vert1go Vol. 2